# AFP Giovinazzo 1977
Questa voce raccoglie le informazioni riguardanti l'AFP Giovinazzo nelle competizioni ufficiali della stagione 1977.

## Maglie e sponsor
| 1ª divisa |

## Rosa
| N° | Naz.              | Ruolo | Sportivo          |  |  |  |
| -- | ----------------- | ----- | ----------------- |  |  |  |
|    | Italia (bandiera) | E     | Vincenzo Cannato  |  |  |  |
|    | Italia (bandiera) | E     | Michele Caricato  |  |  |  |
|    | Italia (bandiera) | E     | Antonio Caricato  |  |  |  |
|    | Italia (bandiera) | E     | Tommaso Colamaria |  |  |  |
|    | Italia (bandiera) | E     | Francesco Frasca  |  |  |  |
|    | Italia (bandiera) | E     | Felice Labianca   |  |  |  |
|    | Italia (bandiera) | P     | Lino Labianca     |  |  |  |
|    | Italia (bandiera) | E     | Michele Marolla   |  |  |  |
|    | Italia (bandiera) | E     | Pino Marzella     |  |  |  |
|    | Italia (bandiera) | P     | Michele Siracusa  |  |  |  |
|    | Italia (bandiera) | E     | Michele Vestito   |  |  |  |

- Allenatore: